# Eisenbahnunfall im Landrückentunnel

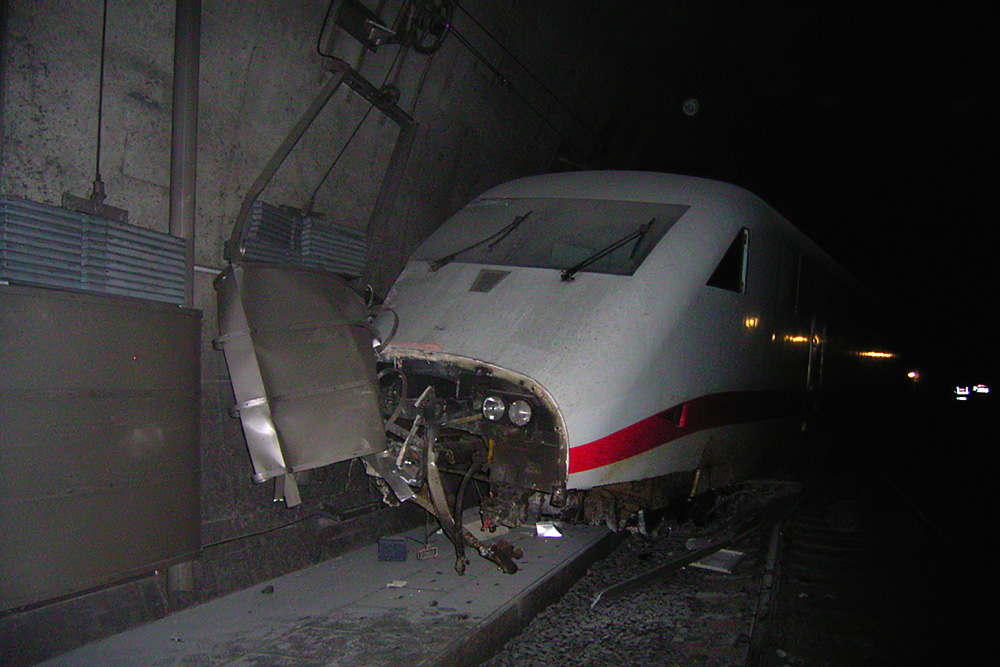
Führender Triebkopf

Bei dem Eisenbahnunfall im Landrückentunnel fuhr am 26. April 2008 ein ICE im Landrückentunnel, dem längsten Tunnel Deutschlands, in eine Schafherde, die sich dorthinein verlaufen hatte, und entgleiste daraufhin.

## Ausgangslage
Eine Herde von etwa 20 bis 30 Schafen war in den Tunnel hinein gelaufen. Ein veterinärmedizinisches Gutachten kam zu dem Schluss, dass Hunde die Herde aufgeschreckt und letztlich in den Tunnel getrieben hatten.
Um 20:59 Uhr war der ICE 782 auf dem Weg von München nach Hamburg auf ein einzelnes, im nördlichen Teil des Tunnels stehendes Schaf aufgeprallt. Der rund 230 km/h schnelle Zug kam nach einer Schnellbremsung bei Streckenkilometer 249,545 zum Stehen. Nach Rücksprache mit dem Fahrdienstleiter und kurzer Überprüfung des Zuges, wobei eine abgerissene LZB-Antenne festgestellt wurde, setzte der Zug nach zwei Minuten seine Fahrt mit verminderter Geschwindigkeit signalgeführt fort.
Der ICE 885 war von Hamburg nach München unterwegs. Der 360 m lange Zug wurde mit einem ICE-1-Triebzug gefahren. Der Zug bestand aus dem führenden Triebkopf 401 511-1, vier Wagen 1. Klasse, einem Speisewagen, sieben Wagen 2. Klasse und dem nachlaufenden Triebkopf 401 011-2. Der Zug verließ den Bahnhof Fulda um 20:58 Uhr. Aufgrund der Steigung der Schnellfahrstrecke Hannover–Würzburg in diesem Abschnitt wurde die zulässige Höchstgeschwindigkeit von 250 km/h nicht erreicht.

## Unfallhergang

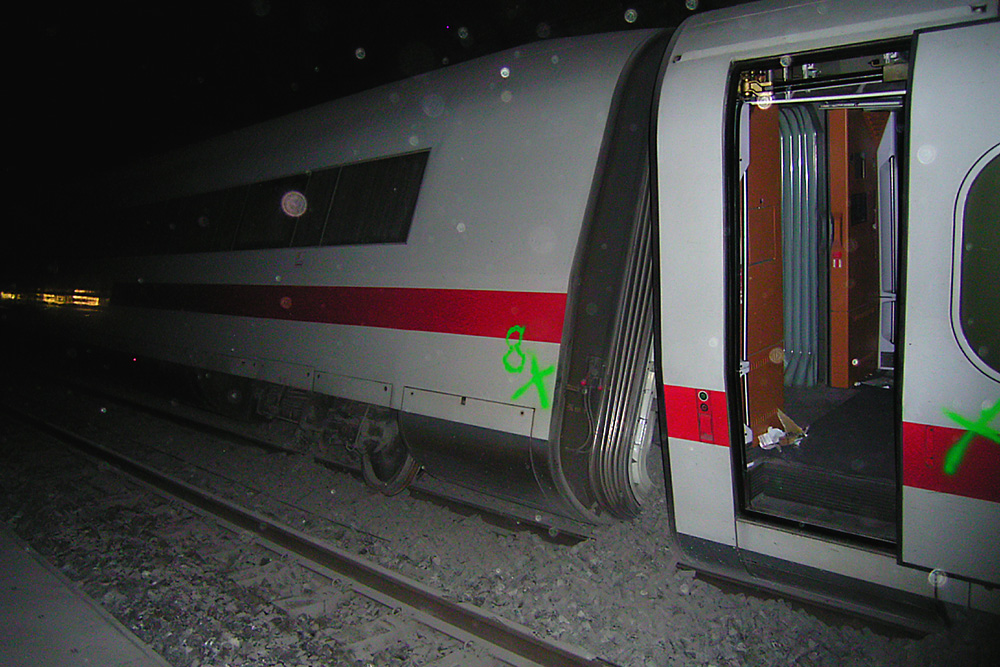
Zwei entgleiste Mittelwagen

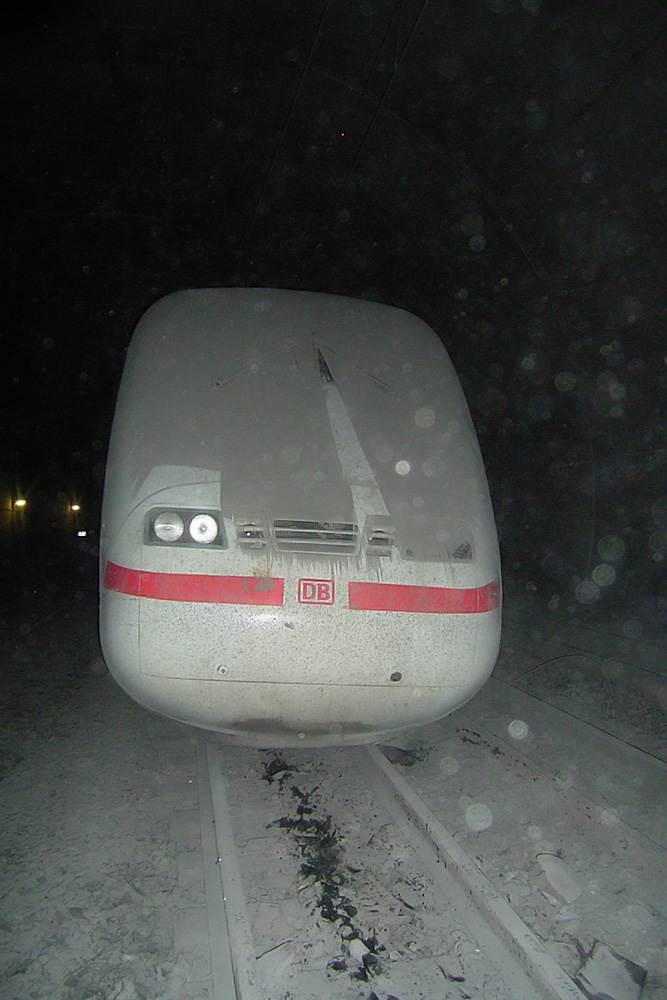
Hinterer Triebkopf mit einer dicken abgelagerten Staubschicht

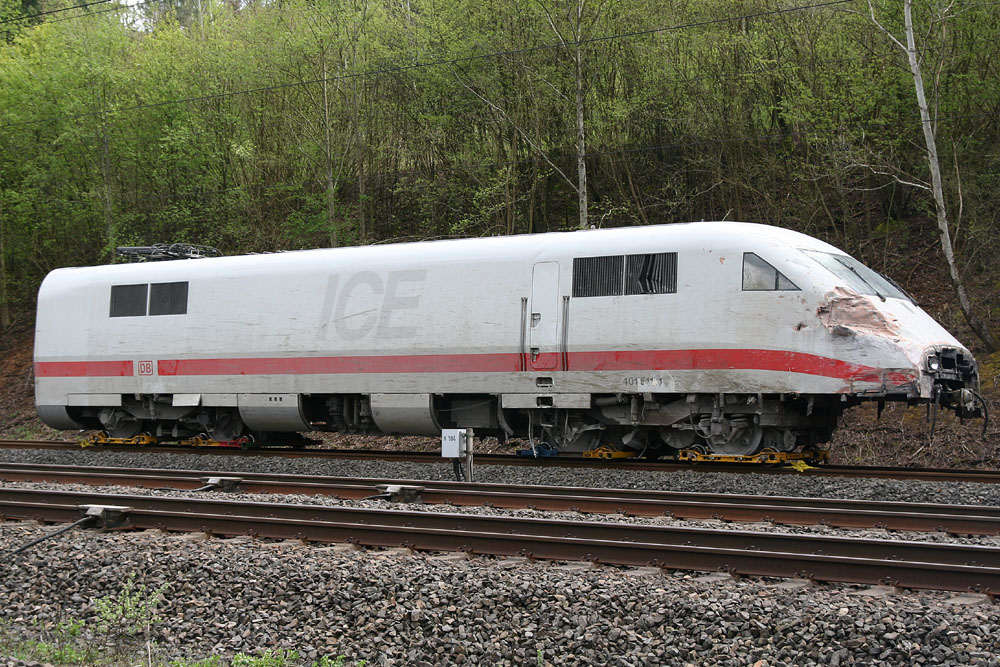
Führender Triebkopf 401 511 nach der Bergung im Betriebsbahnhof Mottgers

Der ICE 885 prallte um 21:04 Uhr am Nordportal des Tunnels mit einer Geschwindigkeit von 210 km/h auf die Herde. Der führende Triebkopf entgleiste mit dem vorderen Radsatz seines ersten Drehgestells, blieb aber zunächst noch in der Spur. Bei einer Geschwindigkeit von noch 174 km/h prallte er anschließend auf die Flügelschiene einer Weiche und wurde folgend gegen den in Fahrtrichtung rechten Rettungsweg des Tunnels gedrückt. Dabei zerstörte der entgleiste Zug im Folgenden das Gleisbett. Die Spurführung wurde damit unmöglich.
Beide Triebköpfe und die letzten zehn Mittelwagen entgleisten. Während der führende Triebkopf in Fahrtrichtung rechts gegen die Tunnelwand prallte, neigten sich die Mittelwagen nach links und gerieten dabei teilweise in das Lichtraumprofil des Gegengleises. Während der Entgleisung hatte der Lokführer per LZB-Nothalt das Gegengleis gesperrt. Die Wagen prallten, entgegen ersten Vermutungen, allerdings nicht gegen die Tunnelwand. Bis der Zug zum Stillstand kam, durchpflügte er den Schotter, wodurch es im Tunnel zu einer starken Staubentwicklung kam. Rund 31 Sekunden nach dem Aufprall auf die ersten Schafe kam die Zugspitze in Kilometer 252,432 zum Stehen. Die Fahrzeugbeleuchtung fiel aus, zahlreiche Gepäckstücke waren während der Entgleisung aus den Gepäckablagen gefallen.

## Folgen

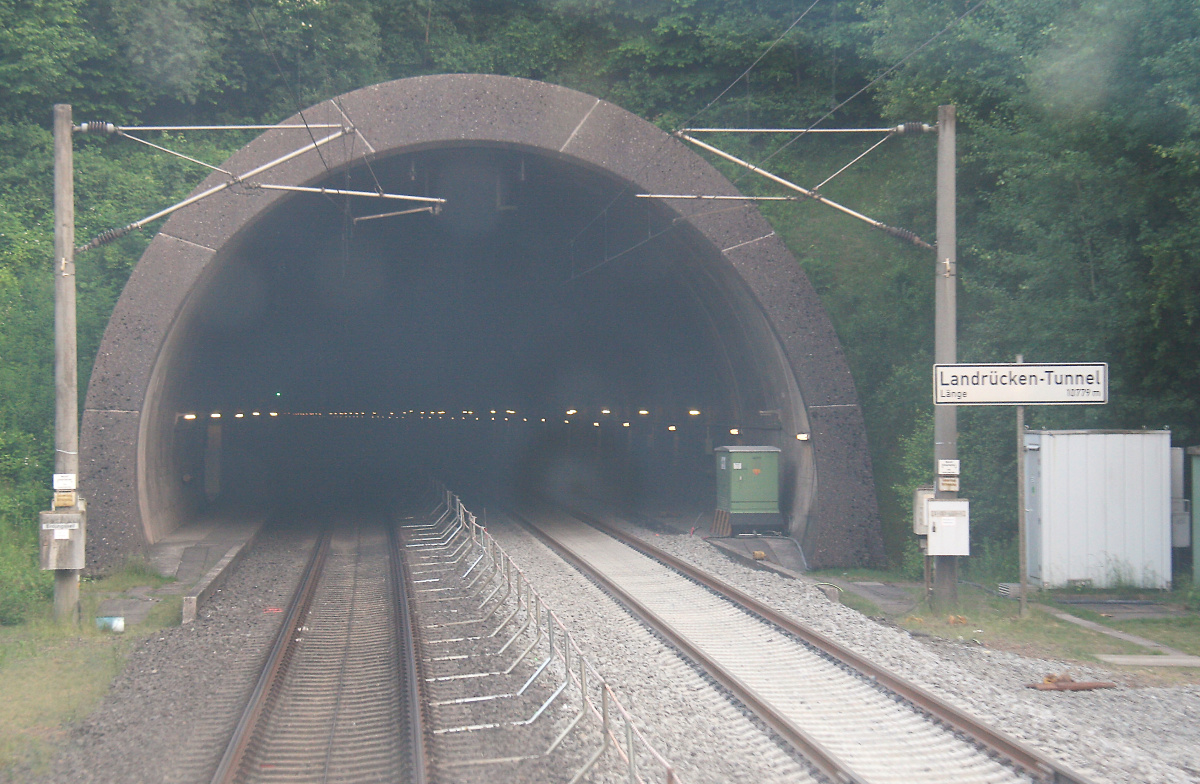
Das Nordportal des Landrückentunnels Anfang Juni 2008, wenige Tage vor Wiedereröffnung des Gleises, auf dem sich der Unfall ereignet hatte (rechts).

### Unmittelbare Folgen
Von 148 Reisenden und Personal an Bord wurden 21 Reisende sowie der Lokführer schwer verletzt. 13 Reisende sowie die vier Mitarbeiter des Speisewagens wurden leicht verletzt. Der Sachschaden an den Fahrzeugen und Bahnanlagen belief sich auf 10,32 Millionen Euro. Rund 3,7 Tonnen Tierkadaver mussten später entsorgt werden.
Um 21:08 Uhr erhielt der zuständige Fahrdienstleiter einen Notruf des Lokführers. Er leitete diesen um 21:10 Uhr an die Notfallleitstelle weiter. Um 21:33 Uhr wurde der Rettungszug Fulda durch die Notfallleitstelle informiert und rückte um 21:48 Uhr aus. Entgegen der Regelung in der Konzernrichtlinie 123.0150 verständigte die Notfallleitstelle den Würzburger Rettungszug erst um 23:12 Uhr nach wiederholter Anforderung durch den Einsatzleiter. Der Rettungszug rückte um 23:59 Uhr aus und erreichte die Unfallstelle um 0:44 Uhr. Der Untersuchungsbericht empfahl deshalb eine Überarbeitung der Einsatzrichtlinien der Rettungszüge. Im Übrigen war der Lokführer des Würzburger Rettungszuges betrunken, der Lokführer des Fuldaer Rettungszuges musste erst in der Bedienungsanleitung nachsehen, ehe er die spezielle Technik des Zuges in Gang setzen konnte.

### Bergung
Da die Gleise zwischen der Weiche und der Spitze des Zuges stark beschädigt waren, konnten die Bergungsarbeiten zunächst nur über das Südportal erfolgen. Die Bergung der Fahrzeuge erfolgte mit den Einheitsgerätewagen aus Fulda, Frankfurt und Würzburg und den 75-Tonnen-Kränen aus Leipzig und Fulda. Am 2. Mai wurde der letzte Wagen geborgen. Für die Bergungs- und Reparaturarbeiten war der Tunnel bis zum 13. Mai gesperrt. Der Fernverkehr wurde zwischen Fulda und dem Betriebsbahnhof Burgsinn über den Bahnhof Flieden umgeleitet. Danach war der Tunnel mit verminderter Geschwindigkeit wieder eingleisig befahrbar. Währenddessen wurde auf dem Richtungsgleis Fulda–Würzburg der Oberbau auf 1600 Metern Länge erneuert. Darüber hinaus wurden zur Reparatur der Kabel- und Entwässerungsschächte rund 3000 Betondeckel ersetzt. Seit 16. Juni 2008 konnte auch das zweite Gleis wieder befahren werden.

### Folgerungen
Infolge des Unfalls sprach das Eisenbahn-Bundesamt eine Reihe von Empfehlungen zur Verbesserung der Sicherheit aus. Der Bericht betont, dass präventive Maßnahmen – beispielsweise die Einzäunung der Gleise oder eine Videoüberwachung – den Unfall mit an Sicherheit grenzender Wahrscheinlichkeit verhindert hätten. Die Türen der Zugangsstollen seien von außen durch die Feuerwehr nicht zu öffnen gewesen, die Türen der Brandschutzschleusen nur mit großem Kraftaufwand, und ein Panikverschluss habe nicht funktioniert. Der Bericht empfahl u. a. eine kritische Überarbeitung der Richtlinie für den Einsatz von Rettungszügen sowie eine Konkretisierung des Regelwerks für das Verhalten von Triebfahrzeugführern bei Kollisionen mit Tieren. Nach Angaben der Deutschen Bahn wurden vor Inbetriebnahme der Schnellfahrstrecken Studien zu Wildbewegungen angefertigt und an kritischen Stellen Wildwege angelegt. Einer grundsätzlichen Einzäunung stehe entgegen, dass eingedrungene Tiere den Gefahrenbereich von selbst nicht mehr verlassen können. So komme es auf französischen Schnellfahrstrecken, trotz durchgehender, etwa 2 m hoher Einzäunung, mehrmals pro Jahr zu Unfällen mit Wild, das die Absperrung überwindet. Außerdem könnten Zäune auch Rettungsmaßnahmen behindern – so das Eisenbahn-Bundesamt. Ende 2011 wurde am Nordportal ein Wildzaun aufgebaut.
Das Ermittlungsverfahren wegen fahrlässiger Körperverletzung sowohl gegen den Tierhalter als auch gegen die Bahn wurden eingestellt. Der Bahn könne kein „pflichtwidriges Verhalten“ zur Last gelegt werden.

## Parallelen
Am 4. Dezember 1980 hatte sich bereits ein vergleichbarer Eisenbahnunfall bei Oberschleißheim ereignet: 200 Schafe wurden von einer S-Bahn überfahren, wobei ein Wagen des Zuges entgleiste. Die Schafe waren von einem streunenden Hund aus ihrem Pferch gescheucht worden.